# 小野寺晃彦
小野寺 晃彦（おのでら あきひこ、1975年7月25日 - ）は、日本の元政治家、元総務官僚。前青森県青森市長（2期）。

## 来歴

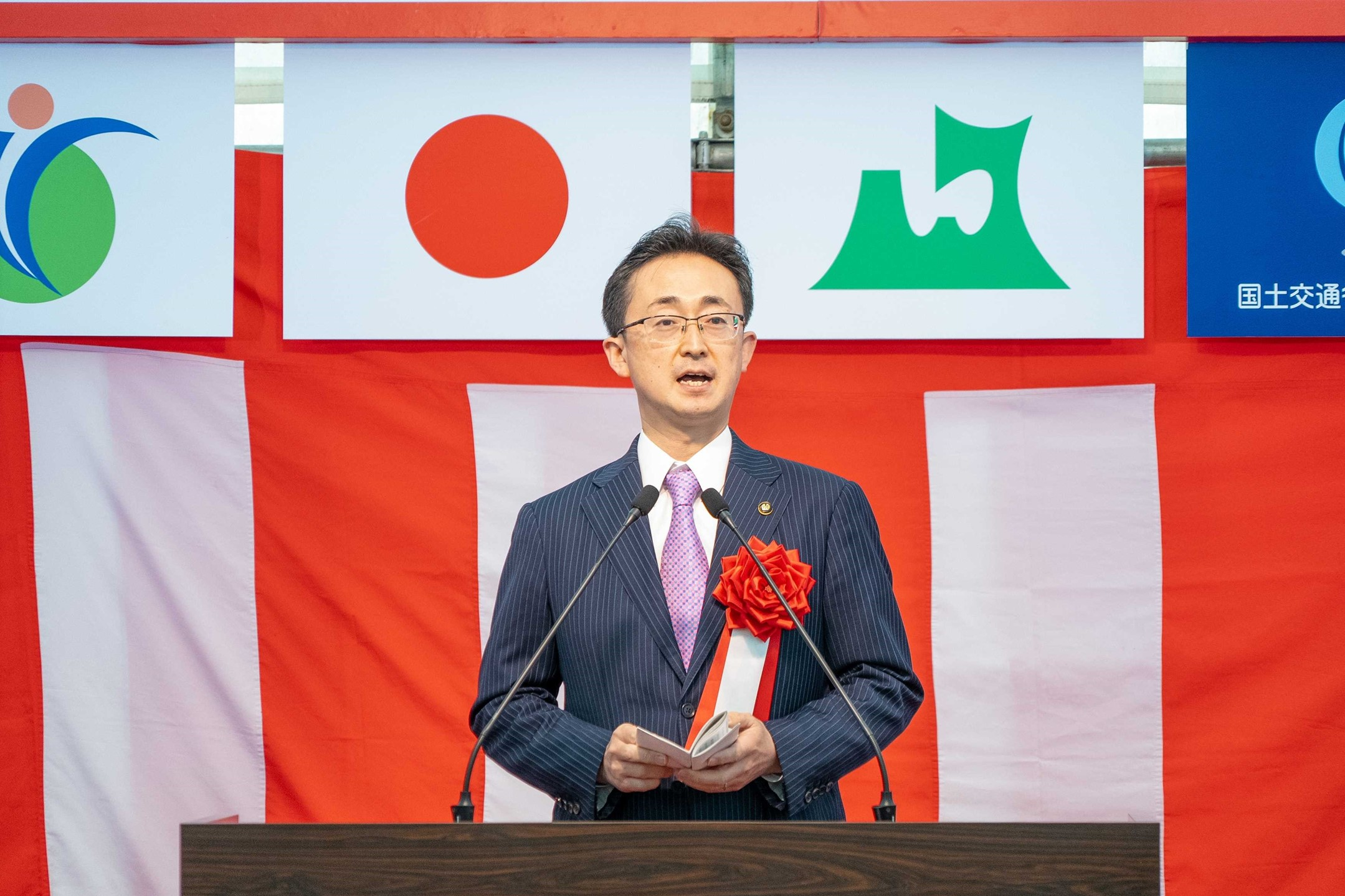
上北自動車道天間林道路開通式にて（2022年11月27日）

宮城県仙台市青葉区に生まれる。小学1年生の時に青森県八戸市に移る。父親の転勤で中学2年の時に青森市に移った。青森市立南中学校卒業。1994年（平成6年）3月、青森県立青森高等学校卒業。1999年（平成11年）3月、東京大学経済学部卒業。同年4月、自治省（現・総務省）に入省。宮崎市財務部長、愛知県総務部財政課長などを歴任。
2016年（平成28年）6月29日、青森市長の鹿内博が、アウガを経営する第三セクター青森駅前再開発ビルが経営破綻状態となった責任を取り、辞任することを表明。これを受けて同年7月22日、小野寺は記者会見し青森市長選挙に出馬する意向を表明。10月31日、鹿内は辞職。
同年11月27日に行われた青森市長選挙に自由民主党の支援、公明党の支持を受けて出馬。民進党・日本共産党・社民党の3党と前市長の鹿内の支援を受けた元県議会議員の渋谷哲一、元衆議院議員の横山北斗ら3候補を破り初当選した。選挙の結果は以下の通り。
※当日有権者数：246,647人 最終投票率：48.78%（前回比：+0.4pts）
| 候補者名   | 年齢 | 所属党派 | 新旧別 | 得票数   | 得票率 | 推薦・支持     |
| ---------- | ---- | -------- | ------ | -------- | ------ | -------------- |
| 小野寺晃彦 | 41   | 無所属   | 新     | 64,218票 | 53.80% | （支持）公明党 |
| 渋谷哲一   | 55   | 無所属   | 新     | 31,156票 | 26.10% |                |
| 横山北斗   | 53   | 無所属   | 新     | 22,526票 | 18.87% |                |
| 穴水玲逸   | 64   | 無所属   | 新     | 1,466票  | 1.23%  |                |

2020年11月1日に行われた同選挙で共産党公認の石田功を破り再選。
※当日有権者数：239,142人 最終投票率：36.43%（前回比：-12.35pts）
| 候補者名   | 年齢 | 所属党派   | 新旧別 | 得票数   | 得票率 | 推薦・支持 |
| ---------- | ---- | ---------- | ------ | -------- | ------ | ---------- |
| 小野寺晃彦 | 45   | 無所属     | 現     | 71,738票 | 83.55% |            |
| 石田功     | 68   | 日本共産党 | 新     | 14,123票 | 16.45% |            |

2023年1月22日、同年6月の青森県知事選挙への立候補を表明。立候補準備のため、4月28日の青森市議会で市長の辞職が許可された（辞職は同月30日付）。
同年6月4日に行われた県知事選には前むつ市長の宮下宗一郎も立候補。自民党・公明党・立憲民主党は自主投票を決定したため、保守分裂の様相を呈した。投票締め切りの20時直後に朝日新聞、河北新報などは宮下の当選確実を報じ、小野寺は次点で落選した。
2023年9月以降は民間企業でコンサルタントとして働いている。

## 市政
- 2020年（令和2年）6月26日、新型コロナウイルス対策の財源に充てるため、自身の7月から2021年（令和3年）3月までの月額給与を20％減額する条例案を市議会定例会に提出した。副市長については15％減額する[13]。同日、同条例案は可決された。